# Finale Europacup I 1956
De finale van de Europacup I van het seizoen 1955/56 werd gehouden op 13 juni 1956 in het Parc des Princes in Parijs. In de eerste finale van het prestigieuze toernooi nam de Spaanse landskampioen Real Madrid het op tegen de Franse kampioen Stade de Reims. Real Madrid haalde een 0-2-achterstand op en won uiteindelijk met 4-3. Voor de Spanjaarden was het de eerste van vijf opeenvolgende eindzeges in de Europacup I.
De Franse middenvelder Michel Leblond scoorde het eerste doelpunt ooit in een finale van de Europa Cup I. De Spaanse aanvoerder Miquel Muñoz mocht dan weer als eerste de trofee in ontvangst nemen.
Raymond Kopa, een van de uitblinkers bij Stade de Reims, ruilde zijn club na de verloren finale in voor Real Madrid. In 1959 zou hij terugkeren naar Reims.

## Wedstrijd
|              |                                            |       |                                    |                                                                                              |
| 13 juni 1956 | Real Madrid                                | 4 – 3 | Stade de Reims                     | Parc des Princes, Parijs Toeschouwers: 38.239 Scheidsrechter: Arthur Edward Ellis (Engeland) |
| 13 juni 1956 | Di Stéfano 14' Rial 30', 79' Marquitos 67' |       | 6' Leblond 10' Templin 62' Hidalgo | Parc des Princes, Parijs Toeschouwers: 38.239 Scheidsrechter: Arthur Edward Ellis (Engeland) |

| Real Madrid | Stade Reims |

| Real Madrid:             |    |                    |
|                          |    |                    |
| GK                       | 1  | Juan Alonso        |
| DF                       | 2  | Ángel Atienza      |
| DF                       | 5  | Marquitos          |
| DF                       | 3  | Rafael Lesmes      |
| MF                       | 4  | Miguel Muñoz       |
| MF                       | 6  | José María Zárraga |
| FW                       | 7  | Joseíto            |
| FW                       | 8  | Ramón Marsal Ribó  |
| FW                       | 9  | Alfredo Di Stéfano |
| FW                       | 10 | Héctor Rial        |
| FW                       | 11 | Francisco Gento    |
| Coach:                   |    |                    |
| José Villalonga Llorente |    |                    |

| Stade de Reims: |    |                |
|                 |    |                |
| GK              | 1  | René Jacquet   |
| DF              | 2  | Simon Zimny    |
| DF              | 5  | Robert Jonquet |
| DF              | 3  | Raoul Giraudo  |
| MF              | 4  | Michel Leblond |
| MF              | 6  | Robert Siatka  |
| FW              | 7  | Michel Hidalgo |
| FW              | 8  | Léon Glowacki  |
| FW              | 9  | Raymond Kopa   |
| FW              | 10 | René Bliard    |
| FW              | 11 | Jean Templin   |
| Coach:          |    |                |
| Albert Batteux  |    |                |